# توران ایر
توران ایر (انگلیسی: Turan Air) یک شرکت هواپیمایی مستقر در باکو، پایتخت جمهوری آذربایجان بود. این شرکت هواپیمایی به چندین شهر در جمهوری آذربایجان و روسیه پرواز داشت. این شرکت هواپیمایی در سال ۲۰۱۳ فعالیت خود را متوقف کرد.

## مقصدهای پیشین
جمهوری آذربایجان

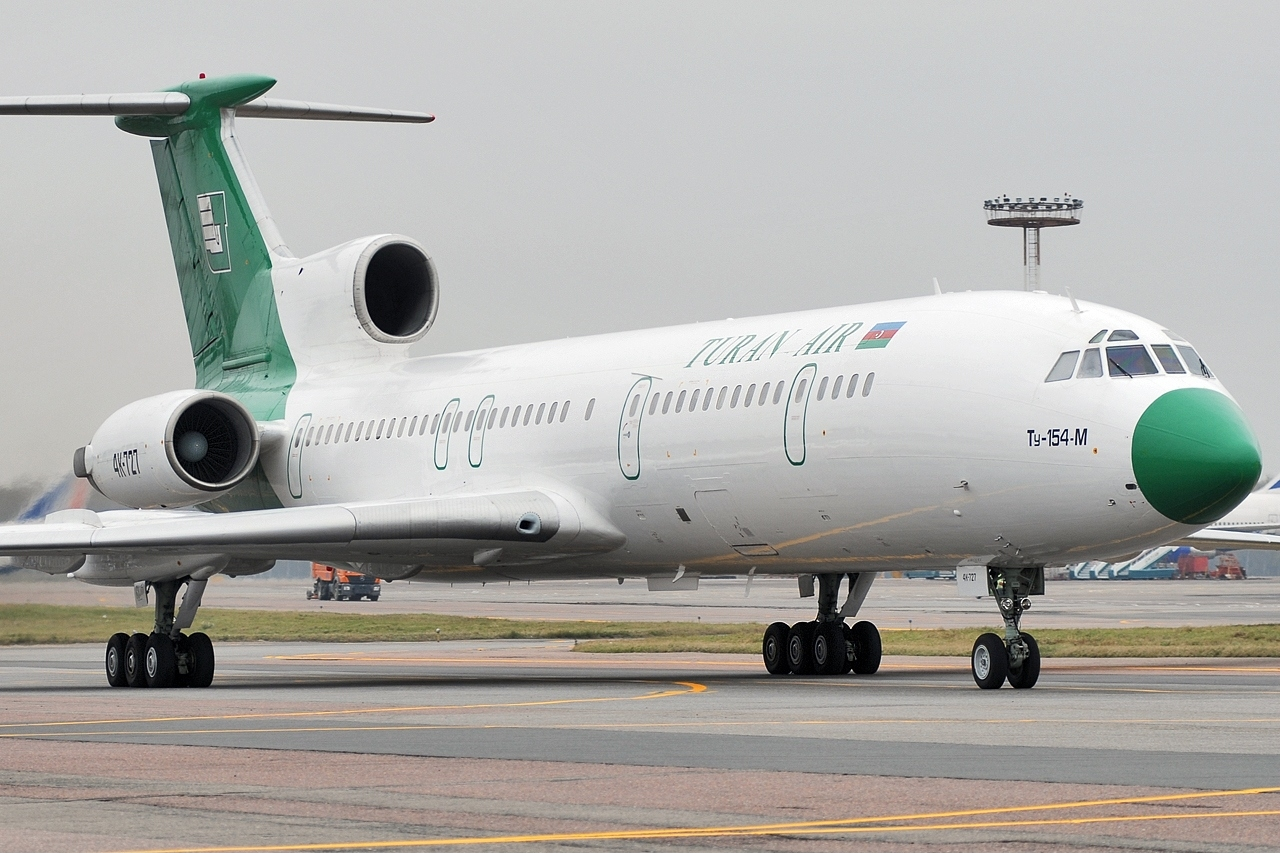
نمایی از توپولف تو-۱۵۴ هواپیمایی توران ایر

- باکو (فرودگاه بین‌المللی حیدر علی‌اف)
- لنکران (فرودگاه بین‌المللی لنکران)

 روسیه
- یکاترینبورگ (فرودگاه کولتسوو)
- سورگوت (فرودگاه بین‌المللی سورگوت)
- نووسیبیرسک (فرودگاه تولمچوا)
- کازان (فرودگاه بین‌المللی قازان)